# Boehmia chelata
Boehmia chelata är en havsspindelart som först beskrevs av Böhm, R. 1879.  Boehmia chelata ingår i släktet Boehmia och familjen Ammotheidae. Inga underarter finns listade.